# Orge
De Orge is een zijrivier van de Seine in Île-de-France, stromend in de Franse departementen Yvelines en Essonne.
Hij ontspringt in Saint-Martin-de-Bréthencourt en stroomt verder, in volgorde, door Sainte-Mesme, Dourdan, Sermaise, Saint-Chéron, Breuillet, Égly, Ollainville, Arpajon, Saint-Germain-lès-Arpajon, Leuville-sur-Orge, Brétigny-sur-Orge, Saint-Michel-sur-Orge, Longpont-sur-Orge, Sainte-Geneviève-des-Bois, Villiers-sur-Orge, Villemoisson-sur-Orge, Épinay-sur-Orge, Savigny-sur-Orge. Uiteindelijk mondt hij via twee armen uit in de Seine, een arm in Viry-Châtillon en de andere in Athis-Mons.
De voornaamste zijrivieren zijn:
- aan de rechteroever: de Renarde, de Brétonnière en de Blutin,
- aan de linkeroever: de Rémarde, de Sallemouille, de Mort Ru en de Yvette.

- Bibliothèque nationale de France: cb12191256w (data)
- Library of Congress Control Number: sh91005818
- Nationale Bibliotheek van Israël: 987007541721005171
- Virtual International Authority File: 86144648414901299148